# E giustizia per tutti
E giustizia per tutti (Equal Justice) è una serie televisiva statunitense in 26 episodi trasmessi per la prima volta nel corso di 2 stagioni dal 1990 al 1991. Segue le vicende di uno staff legale di Pittsburgh, in Pennsylvania.
Nel 1990 l'episodio Promises to Keep e nel 1991 l'episodio In Confidence vinsero l'Emmy Award come migliore regia in una serie drammatica.

## Trama
I legali dell’ufficio di un procuratore distrettuale di Pittsburgh sono al centro di un serial in cui si accavallano cause processuali e legami personali.

## Personaggi
- procuratore distrettuale Arnold Bach (stagioni 1-2), interpretato da	George DiCenzo.
- Julie Janovich (stagioni 1-2), interpretata da	Debrah Farentino.
- Linda Bauer (stagioni 1-2), interpretata da	Jane Kaczmarek.
- Jesse Rogan (stagioni 1-2), interpretata da	Kathleen Lloyd.
- Pete 'Briggs' Brigman (stagioni 1-2), interpretato da	Barry Miller.
- Mike James (stagioni 1-2), interpretato da	Joe Morton.
- Jo Ann Harris (stagioni 1-2), interpretata da	Sarah Jessica Parker.
- procuratore distrettuale Eugene 'Gene' Rogan (stagioni 1-2), interpretato da	Cotter Smith.
- Christopher Searls (stagioni 1-2), interpretato da	James Wilder.
- Peter Bauer (stagioni 1-2), interpretato da	Jon Tenney.
- Katie Rogan (stagioni 1-2), interpretata da	Tiffany Brissette.
- detective Dankowski (stagioni 1-2), interpretato da	Steve Eastin.
- Maggie Mayfield (stagione 2), interpretata da	Lynn Whitfield.
- Delia Wayne (stagione 1), interpretata da	Vanessa Bell Calloway.
- Colin Baker (stagione 2), interpretato da	George Coe.
- Sugar (stagione 1), interpretato da	Gregory Millar.
- Ellis Bernstein (stagione 2), interpretato da	Jeff McCarthy.
- giudice Billings (stagioni 1-2), interpretata da	Jennifer Rhodes.
- Brian Rogan (stagione 1), interpretato da	Michael Faustino.
- Kerry Lynn (stagione 2), interpretata da	Colleen Flynn.
- detective Frank Mirelli (stagione 2), interpretato da	Stanley Tucci.
- Sandra Hindell (stagione 2), interpretata da	Meg Wittner.
- giudice Alexander Varella (stagioni 1-2), interpretato da	Allan Rich.
- Lorene Bassler (stagione 2), interpretata da	Mariangela Pino.
- Mr. Peterson (stagioni 1-2), interpretato da	Alan Blumenfeld.
- giudice Richard Shelton (stagioni 1-2), interpretato da	Larry D. Mann.

## Produzione
La serie, ideata da Thomas Carter, Christopher Knopf e David A. Simons, fu prodotta da Thomas Carter Company e ABC Productions e Orion Television Entertainment  Le musiche furono composte da Joseph Vitarelli.

### Registi
Tra i registi della serie sono accreditati:
- Thomas Carter (5 episodi, stagioni 1-2)
- Dan Lerner (3 episodi, stagioni 1-2)
- Michael Switzer (3 episodi, stagioni 1-2)
- Kevin Hooks (2 episodi, stagioni 1-2)
- Eric Laneuville (2 episodi, stagioni 1-2)

## Distribuzione
La serie fu trasmessa negli Stati Uniti dal 1990 al 1991 sulla rete televisiva ABC. In Italia è stata trasmessa su Rete 4 con il titolo E giustizia per tutti.
Alcune delle uscite internazionali sono state:
- negli Stati Uniti il 27 marzo 1990 (Equal Justice)
- in Spagna (Fiscales para la justicia)
- in Italia (E giustizia per tutti)

## Episodi
| Stagione         | Episodi | Prima TV USA |
| ---------------- | ------- | ------------ |
| Prima stagione   | 13      | 1990         |
| Seconda stagione | 13      | 1991         |